# A. J. Green (baloncestista)
Austin Jahn «A. J.» Green (Cedar Falls, Iowa, 27 de septiembre de 1999) es un jugador de baloncesto estadounidense que pertenece a la plantilla de los Milwaukee Bucks de la NBA. Con 1,93 metros de estatura, juega en la posición de escolta.

## Trayectoria deportiva

### Universidad
Jugó cuatro temporadas con los Panthers de la Universidad del Norte de Iowa, en las que promedió 17,9 puntos, 3,3 rebotes y 2,6 asistencias por partido. Fue nombrado novato del año de la Missouri Valley Conference, convirtiéndose en el primer jugador de los Panthers en recibir el honor desde Seth Tuttle en 2012, así como incluido en el tercer equipo All-MVC.
En 2020 fue elegido Jugador del Año de la MVC, galardón que repitió en su último año de universidad.

#### Estadísticas
| Año     | Equipo        | PJ | PT | MPP  | %TC  | %3P  | %TL  | RPP | APP | ROB | TPP | PPP  |
| ------- | ------------- | -- | -- | ---- | ---- | ---- | ---- | --- | --- | --- | --- | ---- |
| 2018–19 | Northern Iowa | 34 | 34 | 29.9 | .410 | .348 | .864 | 3.0 | 2.3 | .6  | .1  | 15.0 |
| 2019–20 | Northern Iowa | 31 | 31 | 34.8 | .416 | .391 | .917 | 3.0 | 3.0 | .7  | .0  | 19.7 |
| 2020–21 | Northern Iowa | 3  | 3  | 36.3 | .464 | .407 | .667 | 5.7 | 2.7 | 1.3 | .7  | 22.3 |
| 2021–22 | Northern Iowa | 31 | 31 | 36.4 | .410 | .388 | .915 | 3.7 | 2.5 | .8  | .0  | 18.8 |
| Total   | Total         | 99 | 99 | 33.7 | .414 | .378 | .900 | 3.3 | 2.6 | .7  | .1  | 17.9 |

### Profesional
Tras no ser elegido en el Draft de la NBA de 2022, el 1 de julio firmó un contrato dual con los Milwaukee Bucks y su filial de la G League, los Wisconsin Herd. Para la temporada siguiente, el 7 de julio de 2023, Green renovó con los Bucks firmando un contrato estándar con el equipo.

## Estadísticas de su carrera en la NBA

### Temporada regular
| Año     | Equipo    | PJ  | PT | MPP  | %TC  | %3P  | %TL   | RPP | APP | ROB | TPP | PPP |
| ------- | --------- | --- | -- | ---- | ---- | ---- | ----- | --- | --- | --- | --- | --- |
| 2022-23 | Milwaukee | 35  | 1  | 9.9  | .424 | .419 | 1.000 | 1.3 | .6  | .2  | .0  | 4.4 |
| 2023-24 | Milwaukee | 56  | 0  | 11.0 | .423 | .408 | .895  | 1.1 | .5  | .2  | .1  | 4.5 |
| 2024-25 | Milwaukee | 73  | 7  | 22.7 | .429 | .427 | .815  | 2.4 | 1.5 | .5  | .1  | 7.4 |
| Total   | Total     | 164 | 8  | 16.0 | .427 | .421 | .860  | 1.7 | 1.0 | .3  | .1  | 5.8 |

### Playoffs
| Año   | Equipo    | PJ | PT | MPP  | %TC  | %3P  | %TL   | RPP | APP | ROB | TPP | PPP  |
| ----- | --------- | -- | -- | ---- | ---- | ---- | ----- | --- | --- | --- | --- | ---- |
| 2024  | Milwaukee | 6  | 0  | 11.2 | .375 | .182 | 1.000 | 1.5 | .3  | .0  | .0  | 2.8  |
| 2025  | Milwaukee | 5  | 1  | 27.0 | .462 | .514 | .500  | 2.8 | 2.0 | .0  | .2  | 11.0 |
| Total | Total     | 11 | 1  | 18.4 | .436 | .435 | .800  | 2.1 | 1.1 | .0  | .1  | 6.5  |